# ستانلي لورد
ستانلي لورد (13 أيلول / سبتمبر 1877 - 24 كانون الثاني / يناير 1962) بحار بريطاني. ولد في عائلة مشهورة في مجال الأعمال التجارية ، قرر بسرعة العمل في البحر. بعد بداية واعدة ، فإنه حصل على براءة من النقيب وهو ما زال شابا صغيرا و دخل في خدمة شركة من سفن الشحن البريطانية ليلاند خط. بعد ثلاث وصايا تم تعيينه في عام 1912 إلى كاليفورنيا. وعند عبور السفينة بين ليفربول و بوسطن في نيسان / أبريل عام 1912 ، سبب شهرته.